# 奮銳黨的西門
奮銳黨的西門（希臘語：Σίμων ο Κανανίτης），又譯狂热的西门，天主教譯热诚者西滿，也被稱為迦南人西門（Matthew 10:4, Mark 3:18），耶穌的十二门徒之一，基督教圣人，是十二门徒中留下資料最少的一個。
在教會傳統中，西門往往和使徒猶達·達陡連在一起，羅馬天主教習俗中,他們的瞻礼日同在10月28日。傳說指出，他先去埃及傳福音，然後在波斯和亞美尼亞和猶达會合，並一同在此殉道，可見於中世紀著作《黃金傳說》中。
他有可能即是耶穌的兄弟西門與耶路撒冷的西緬。

## 名字
其姓名西門（Simōn），是個希臘名字，在當時猶太行省中流行使用這個名字。為了與也叫西門的彼得作區分，在《路加福音》及《使徒行傳》中將他稱為奮銳黨的西門。因為當時有稱為奮銳黨（Zealots）的宗教團體，一般認為他出身在這個團體中。
在拜占庭文本的《馬太福音》及《馬可福音》中，稱他是，在亚历山大文本类型及公认文本將他稱為。這兩個單字都源自希伯來文，qanai，意思是熱誠的，現代學者一般都把這兩個希臘文翻譯為熱誠者（Zealot）。
因為西門出身在加利利的迦拿（Cana），耶柔米及比德等人，主張應該把或翻譯成迦南人（Canaanean），以代表他的出身地。如果這個說法成立，他的頭銜應該是迦拿人（Kanaios）。

## 教会传统与逝世地点
塞维利亚的圣依西多禄在他的著作De Vita et Morte中收集了关于圣西门的各种传闻，之后完整的传说则出现于Legenda Aurea（约于 1260）。
教会传统上，西满经常与宗徒犹达联系在一起，在西方基督教中，他们的庆日都是10月28日。最广为人知的故事为，西满在往埃及传教之后，在帕提亚帝国境内会合，再一起往亚美尼亚王国，或者往黎巴嫩的贝鲁特，在那里他们于65年一同殉道。此故事同样见于《黃金傳說》。西满可能作为耶路撒冷主教被判钉十字架而死。
另一说指出他往中东与埃及传教。埃塞俄比亚的基督徒们宣称他在撒玛利亚被钉十字架，而尤斯图斯·利普修斯则写道他在波斯的素尼亚被人锯成两半而死。然而，Movses Khorenatsi写道西满在高加索伊比利亚王国的Weriosphora殉道。还有的说法是，他在美索不达米亚城市埃德萨安然离世。此外，还有提到西满去往罗马帝国的不列颠尼亚省（可能是格拉斯顿伯里），并在卡斯托殉道（今位于林肯郡）。

## 外部連結
- All appearances of "Simon" in the New Testament
- Legenda Aurea: Lives of Saints Simon and Jude
- Catholic Encyclopedia article on St. Simon the Apostle （页面存档备份，存于）
- （希腊文） Ὁ Ἅγιος Σίμων ὁ Ἀπόστολος ὁ Ζηλωτής （页面存档备份，存于）. 10 Μαΐου. ΜΕΓΑΣ ΣΥΝΑΞΑΡΙΣΤΗΣ.
- Simon the Zealot (novel) by Alfred Brenner （页面存档备份，存于）

Template:基督教聖人